# Bad Bleiberg

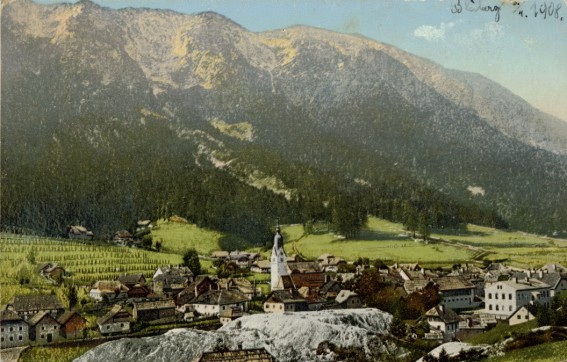
Bad Bleiberg um 1908 gegen Süden mit dem Dobratsch im Hintergrund

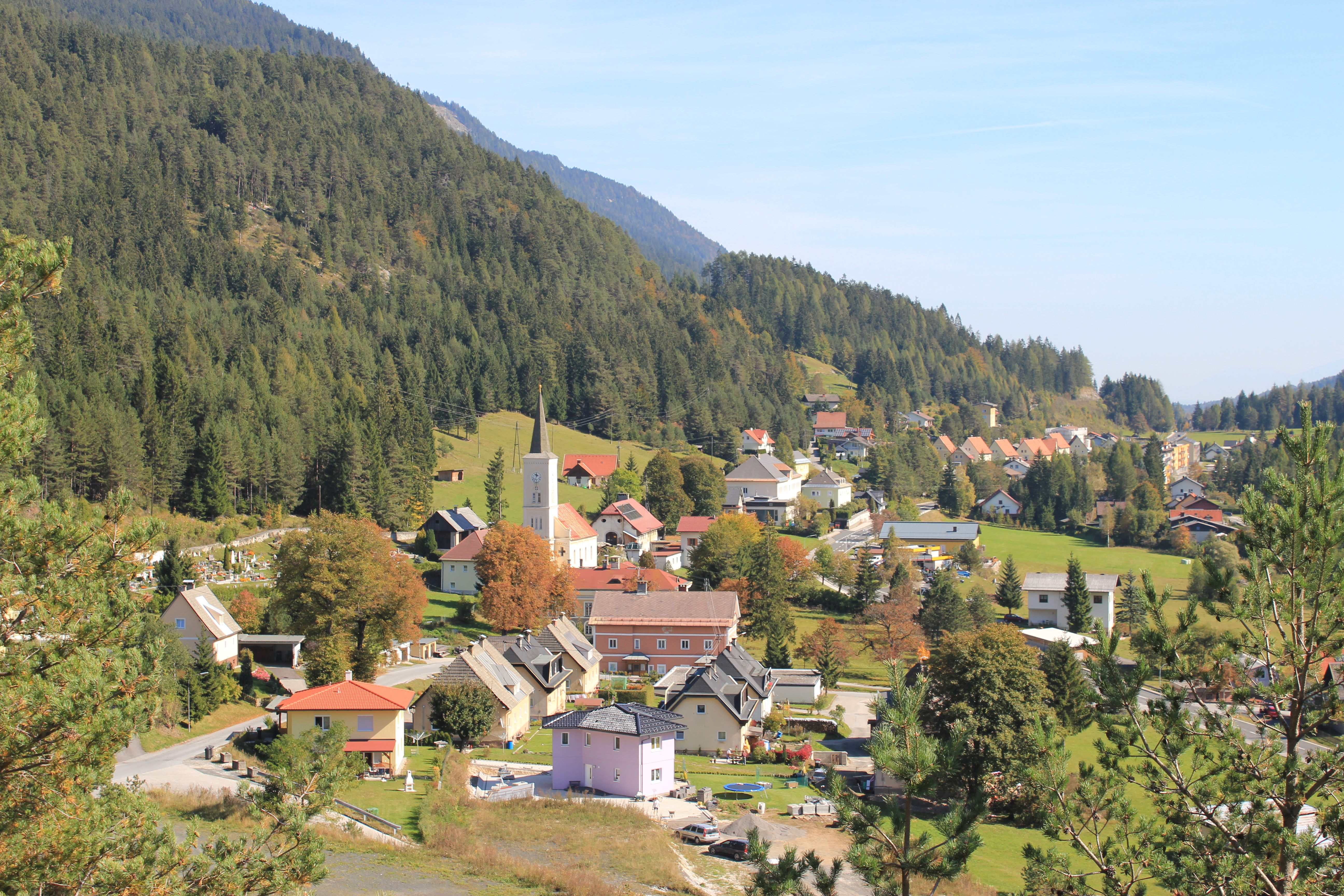
Blick auf Bleiberg-Nötsch

Die Marktgemeinde Bad Bleiberg (Slowenisch: Plajberk pri Beljaku) ist ein Kurort mit 2166 Einwohnern (Stand 1. Jänner 2024) im Bezirk Villach-Land in Kärnten.

## Geographie
Bad Bleiberg liegt im Bundesland Kärnten westlich von Villach in einem Hochtal zwischen dem Dobratsch und dem Bleiberger Erzberg. Nachbargemeinden sind, beginnend im Norden im Uhrzeigersinn: Paternion, Weißenstein, Villach, Arnoldstein, Nötsch im Gailtal und Sankt Stefan im Gailtal.

### Gemeindegliederung
Die Gemeinde mit den beiden Katastralgemeinden Bleiberg (Plajberk) und Kreuth umfasst folgende fünf Ortschaften (in Klammern Einwohnerzahl Stand 1. Jänner 2024):
- Bad Bleiberg (501)
- Bleiberg-Kreuth (811)
- Bleiberg-Nötsch (598)
- Hüttendorf (203)
- Kadutschen (53)

### Nachbargemeinden
|                              | Paternion                                   | Weißenstein  |
| Sankt Stefan im Gailtal (HE) | Kompassrose, die auf Nachbargemeinden zeigt | Villach (VI) |
|                              | Nötsch im Gailtal                           | Arnoldstein  |

## Geschichte
Die Geschichte Bleibergs wurde überwiegend vom Blei- und Zinkbergbau geprägt. 1007 übertrug König Heinrich II. das gesamte Gebiet um Villach einschließlich Bleiberg dem Hochstift Bamberg. Die erste urkundliche Erwähnung als Pleyberg stammt aus dem Jahr 1333.
Im heutigen Gemeindegebiet wurden seit dem zweiten Viertel des 14. Jahrhunderts Blei und Zink abgebaut. Im 16. Jahrhundert zählten die Fugger zu den Betreibern, die ihr Erz in der Arnoldsteiner Fuggerau für die Saigerung von Silber verwendeten. 1556 schilderte Georgius Agricola das Kärnthner Verfahren der Bleiverhüttung. 1717 nahmen Bleiberger Knappen an der Belagerung von Belgrad teil. Prinz Eugen verlieh ihnen als Anerkennung eine Fahne, die heute als älteste Knappenfahne der Welt gilt. Sie ist im Bad Bleiberger Bergbaumuseum Terra Mystica zu besichtigen. 1759 erwarb Maria Theresia die bis dahin bambergischen Besitzungen. Im St.-Oswaldi-Stollen bei Bleiberg wurde im Jahre 1780 ein seltenes Kalkgestein, der sogenannte Bleiberger Muschelmarmor entdeckt und von Franz Xaver von Wulfen erstmals beschrieben. Aus diesem farbenreich schillernden Gestein wurden seinerzeit zahlreiche Schmuckgegenstände angefertigt.
Am 23. Februar 1879 starben durch Niedergang einer Lawine bis ins Ortszentrum 39 Einwohner.
Die Ortsgemeinde Bleiberg hatte sich im Jahr 1850 konstituiert, 1930 wurde sie aufgrund der überregionalen Bedeutung zur Marktgemeinde erhoben.
1893 wütete ein Großbrand in Bleiberg und zerstörte einen Großteil der Archivalien der ehemaligen Gewerke.
1867 wurde die Bleiberger Bergwerks Union (BBU) gegründet. Bis dahin wurde der Bergbau von verschiedenen Gewerken betrieben. Im und nach dem Ersten Weltkrieg erreichte der Bergbau einen Höhepunkt. 1931 wurde der Abbau jedoch bedingt durch die Weltwirtschaftskrise für ein Jahr stillgelegt. 1946 wurde die BBU verstaatlicht.
Am 9. März 1951 kam es im Stollen eines Hoffnungsbaues in 641 Meter unter Tage zu einem Wassereinbruch ungeheuren Ausmaßes (2800 l/s). Diese Thermalquelle mit 27 °C ist mit Spurenelementen und Mineralien, insbesondere Natrium und Magnesium, angereichert. 1967 wurde ein Thermalbad errichtet, das sich bald großer Beliebtheit erfreute.
1978 wurde der Gemeinde das Prädikat Bad verliehen.
1993 wurde der Blei- und Zinkabbau eingestellt. Ein Teil der ehemaligen Stollen wird heute als Schaubergwerk Terra Mystica und Schaubergwerk Terra Montana genutzt. Der Friedrich- und der Thomasstollen wurden erweitert und werden als Heilstollen (99 % Luftfeuchtigkeit, 8 °C) genutzt.
2003 wurde das Kurzentrum Bad Bleiberg am 22. November in Betrieb genommen (Hotelstandard: Vier Sterne, Betten: 324, Anzahl Mitarbeiter: ca. 124).
2014 wurde das Thermalbad, das sanierungsbedürftig und dessen Betrieb für die Gemeinde und den Tourismusverband unwirtschaftlich geworden war, geschlossen und es stand zunächst leer.
2018 verkaufte die Gemeinde das Thermalbad an die HUMANOMED Gruppe, die einen Abriss und Neubau als Therapiezentrum ankündigte. Auf der einen Seite freute sich die Gemeinde über den Verkauf der seit Jahren leer stehenden Therme an die Humanomed Gruppe. Auf der anderen Seite musste die Gemeinde die Abrisskosten tragen. Für Bad Bleiberg dürfte es ein 250.000 Euro schweres Minusgeschäft werden. 2019 wurde das Thermalbad abgerissen.

### Bevölkerungsentwicklung
| Bad Bleiberg: Einwohnerzahlen von 1869 bis 2024     | Bad Bleiberg: Einwohnerzahlen von 1869 bis 2024 | Bad Bleiberg: Einwohnerzahlen von 1869 bis 2024 | Bad Bleiberg: Einwohnerzahlen von 1869 bis 2024 | Bad Bleiberg: Einwohnerzahlen von 1869 bis 2024 |
| --------------------------------------------------- | ----------------------------------------------- | ----------------------------------------------- | ----------------------------------------------- | ----------------------------------------------- |
| Jahr                                                |                                                 |                                                 |                                                 | Einwohner                                       |
| 1869                                                | 1869                                            |                                                 | 4.061                                           | 4.061                                           |
| 1880                                                | 1880                                            |                                                 | 3.848                                           | 3.848                                           |
| 1890                                                | 1890                                            |                                                 | 3.605                                           | 3.605                                           |
| 1900                                                | 1900                                            |                                                 | 3.435                                           | 3.435                                           |
| 1910                                                | 1910                                            |                                                 | 3.367                                           | 3.367                                           |
| 1923                                                | 1923                                            |                                                 | 2.923                                           | 2.923                                           |
| 1934                                                | 1934                                            |                                                 | 3.270                                           | 3.270                                           |
| 1939                                                | 1939                                            |                                                 | 3.226                                           | 3.226                                           |
| 1951                                                | 1951                                            |                                                 | 3.771                                           | 3.771                                           |
| 1961                                                | 1961                                            |                                                 | 3.958                                           | 3.958                                           |
| 1971                                                | 1971                                            |                                                 | 3.771                                           | 3.771                                           |
| 1981                                                | 1981                                            |                                                 | 3.442                                           | 3.442                                           |
| 1991                                                | 1991                                            |                                                 | 3.141                                           | 3.141                                           |
| 2001                                                | 2001                                            |                                                 | 2.753                                           | 2.753                                           |
| 2011                                                | 2011                                            |                                                 | 2.404                                           | 2.404                                           |
| 2021                                                | 2021                                            |                                                 | 2.176                                           | 2.176                                           |
| 2024                                                | 2024                                            |                                                 | 2.166                                           | 2.166                                           |
| Quelle(n): Statistik Austria, Gebietsstand 1.1.2021 |                                                 |                                                 |                                                 |                                                 |

## Kultur und Sehenswürdigkeiten

### Bauwerke
- Evangelische Kirche in Bleiberg
- Deutsche Kapelle (Dobratsch)
- Katholische Pfarrkirche Bleiberg
- Katholische Pfarrkirche Bleiberg-Kreuth

### Bleiberger Knappenkultur

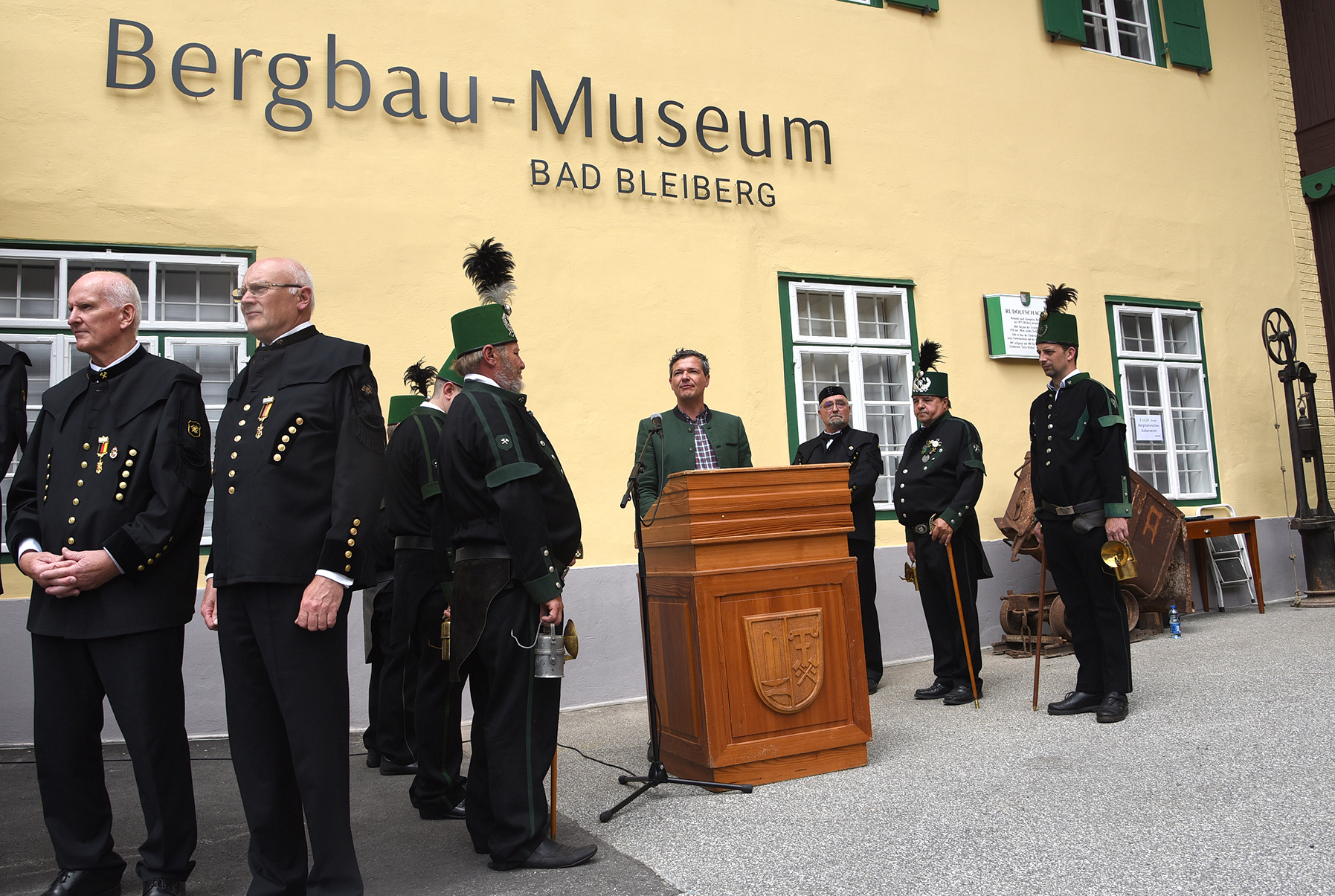
Bad Bleiberg, Eröffnung des Bergbaumuseums, Peter Weidinger spricht hinter dem Podium. 2023

Die Bleiberger Knappenkultur wurde 2010 in das Verzeichnis des immateriellen Kulturerbes in Österreich der UNESCO aufgenommen. Seit Schließung des Bergbaues im Jahre 1992 bemühen sich großteils private Initiativen um den Erhalt und die Weitergabe des damit verbundenen Kulturerbes, wie der Bergmannsprache, den noch vorhandenen alten Schrämstollen, dem Bleiberger Knappenspiel, der Barbaramesse, dem „Ledersprung“, und weiteren erhaltenswerten Besonderheiten.

### Klettersteige
Die Klettersteige Bad Bleiberg in der Traninger Wand besitzen alle Schwierigkeitsgrade (A–E) und gewähren einen Ausblick über ganz Bad Bleiberg.

## Wirtschaft und Infrastruktur

### Wirtschaftssektoren
Die folgende Tabelle zeigt die Entwicklung der Anzahl der Betriebe und der Beschäftigten in den Wirtschaftssektoren:
| Wirtschaftssektor            | Anzahl Betriebe | Anzahl Betriebe | Anzahl Betriebe | Erwerbstätige | Erwerbstätige | Erwerbstätige |
| Wirtschaftssektor            | 2021            | 2011            | 2001            | 2021          | 2011          | 2001          |
| ---------------------------- | --------------- | --------------- | --------------- | ------------- | ------------- | ------------- |
| Land- und Forstwirtschaft 1) | 13              | 28              | 31              | 13            | 16            | 10            |
| Produktion                   | 14              | 19              | 14              | 103           | 125           | 98            |
| Dienstleistung               | 85              | 94              | 79              | 422           | 405           | 347           |

1) Betriebe mit Fläche in den Jahren 2010 und 1999, Arbeitsstätten im Jahr 2021

### Verkehr
- Straße: Die Verkehrserschließung erfolgt über die Bleiberger Landesstraße L 35.
- Bahnhof: Der nächste Bahnhof liegt rund 9 Kilometer südlich vom Zentrum in der Nachbargemeinde Nötsch im Gailtal.

### Thermalquelle
Die erste offizielle Analyse der Thermalwasser erfolgte 1952. Es wurde als akratische uranhaltige Calcium-, Magnesium-, Hydrocarbonat-Thermquelle oder kurz als uranhältige Akrotherme eingestuft. Bei Kurheilverfahren findet es Anwendung bei Krankheiten der Gelenke, Wirbelsäule, des Bewegungsapparates und des Herz-Kreislauf-Systems. Der Ursprung des Thermalwassers liegt in 3.600 Metern Tiefe. 1962 wurde am Franz-Josef-Stollen eine Pumpstation errichtet, mit der das Thermalwasser über eine isolierte Leitung zum Rudolf-Hauptschacht gepumpt und durch diesen 264 Meter hinauf zu Tage gefördert wird.

### Heilklimastollen
Der Heilklimastollen Friedrich ist ein seit 1998 anerkanntes natürliches Heilvorkommen, das mit konstanten 8 °C Temperatur und einer Luftfeuchtigkeit von 99 % eine heilende Wirkung zur Linderung von Atemwegserkrankungen, Allergien und Stress bietet.
Per 1. Jänner 2018 übernimmt die Humanomed in Bad Bleiberg das 4-Sterne Hotel Bleibergerhof von HB1 Hotels sowie den Heilklimastollen Friedrich.
Der Heilklimastollen Thomas des Vivea Gesundheitshotel Bad Bleiberg ist natürliches Heilvorkommen, das mit konstanten 8 °C Temperatur und einer Luftfeuchtigkeit von 99 % eine seit 2003 wissenschaftlich anerkannte heilende Wirkung hat. Die Luft im Stollen lindert bei Patienten mit Bronchialerkrankungen, Asthma, Allergien und Hautirritationen, sowie fibrosierende Alveolitis die Beschwerden. Nach Erneuerung und Modernisierung nahezu aller Bereiche um circa 21 Millionen Euro wurde das Vivea Gesundheitshotel Bad Bleiberg am 21. September 2021 wieder eröffnet.

### Bioenergieanlage

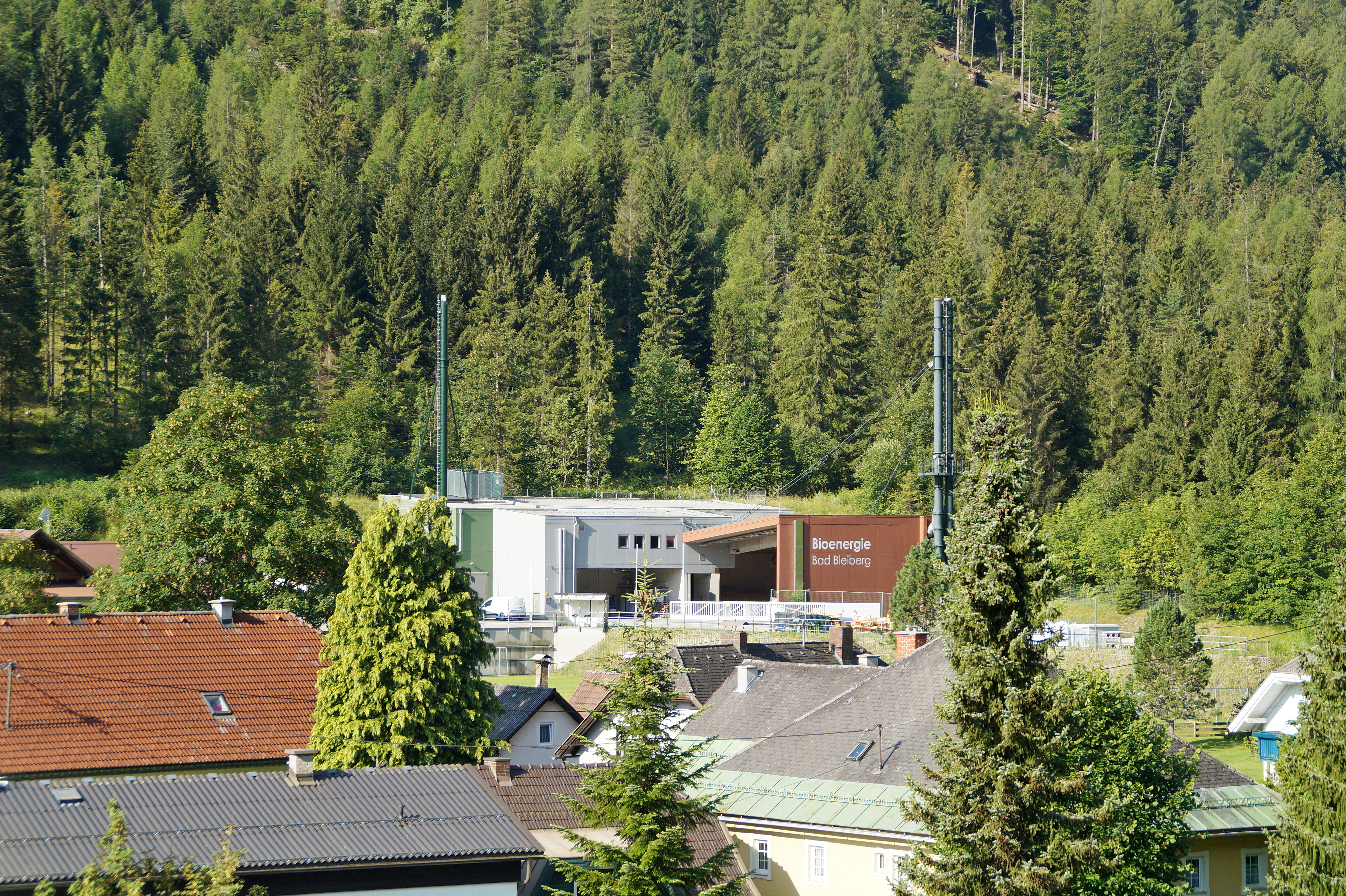
Das Nahheizwerk beim Thermenpark

Im Jahr 2013 wurde neben dem Sportplatz ein Bioenergiewerk in Betrieb genommen, das vor allem die Betriebe im nahen Thermenpark mit Nahwärme versorgt. Zur Energiegewinnung werden regionales Waldhackgut und seit 2017 auch Holzpellets verwendet.

## Politik

### Gemeinderat
Der Gemeinderat besteht aus 19 Mitgliedern. Bei den Gemeinderatswahlen 2021 verteilten sich die Mandate wie folgt:
- 12 ULB (Unabhängige Liste Bleiberger Tal)
- 4 SPÖ
- 2 FPÖ
- 1 Erde

### Bürgermeister
- bis 2015 Gottfried Gunnar Illing (ULB)
- seit 2015 Christian Hecher (ULB)[19]

### Wappen
Im Gemeindewappen nimmt im hinteren Teil das Bleizeichen, teilweise überlegt vom Gezähe (Schlägel und Eisen), auf die Bergbauvergangenheit Bezug, in der vorderen Hälfte stehen Quellen, Brunnenschale und Wasserstrahlen für die Thermalquellen. Die Blasonierung des Wappens, das der Gemeinde am 28. September 1967 verliehen wurde, lautet:
„Gespaltener Schild. Vorn in Blau über schwarzem Fuß ein silberner Springbrunnen: Aus einer silbernen, durch eine zweiwurzelige silberne Wasserader gespeiste Brunnenschale, deren Oberkante die Teilungslinie bildet, steigt senkrecht ein silberner Wasserstrahl auf, der in der Höhe nach links und dann nach rechts gespalten und wieder rückläufig ist. Hinten in Grün ein goldenes Bleizeichen, dessen Schenkel von einem goldenen Bergmannzeichen überlegt sind.“
Die Fahne trägt die traditionellen Bergmannsfarben Schwarz-Weiß-Grün mit eingearbeitetem Wappen.

### Partnergemeinde
Partnergemeinde von Bad Bleiberg ist Pradamano in der Region Friaul-Julisch Venetien, Italien.

## Persönlichkeiten

### Söhne und Töchter der Gemeinde
- Romuald Holenia (1817–1893), Montanist
- Franz Holenia (1821–1882), Fabrikbesitzer und Politiker
- Paul Mühlbacher (1838–1920), Präsident der Bleiberger Bergwerksunion und Politiker
- Oskar Potiorek (1853–1933), k.u.k. stv. Generalstabschef
- Josef Sorgo (1869–1950), Internist und Pulmologe
- Hans Steinacher (1892–1971), deutschnationaler Volkstumspolitiker
- Erwin Aichinger (1894–1985), nationalsozialistischer Pflanzensoziologe
- Kurt Peball (1928–2009), Generaldirektor des Österreichischen Staatsarchivs
- Peter Kostelka (1946–2025), Politiker (SPÖ), Staatssekretär und Volksanwalt
- Alex Amann (* 1957), Maler und Autor
- Monika Kemperle (* 1958), Politikerin (SPÖ), Mitglied des Bundesrates

### Mit der Gemeinde verbundene Persönlichkeiten
- Luis Fuchs (* 1944), Politiker (ÖVP), Abgeordneter zum österreichischen Nationalrat und zum Gemeinderat von Bad Bleiberg
- Matthias Maierbrugger (1913–1991), Heimatforscher und Volksschullehrer in Bleiberg
- Michaela Zwerger (* 1966), Weltmeisterin im Berglauf Klasse W55, 2021[22]